# Atlantic Transport Line
Die Atlantic Transport Line (ATL) war eine von 1883 bis 1936 bestehende US-amerikanische Reederei mit Hauptsitz in Baltimore. Die Schiffe waren aber in Großbritannien registriert. Das Unternehmen betrieb einen erfolgreichen Liniendienst auf dem Nordatlantik zwischen Nordamerika und Europa.

## Geschichte
1883 gründete der US-Amerikaner Bernard Baker die Atlantic Transport Line mit Sitz in Baltimore um einen Frachter-Dienst nach London zu unterhalten. Um in diesem Geschäft besser zu bestehen, wurden die Schiffe in Großbritannien registriert. Die Aktionäre kamen aber alle aus den USA. Die Schiffe waren leicht an einem roten Schornstein mit weißem Band unterhalb der dunkelblauen Kappe zu erkennen und die Schiffsnamen fingen zu Beginn mit dem Buchstaben S an, später dann mit M.
Die gefahrene Route verlief anfangs von Baltimore nach London, ab 1890 wurde New York allgemeiner Starthafen in Nordamerika, und auf dem Weg nach London konnten auch Belfast oder Swansea angelaufen werden. Die Schiffe waren hauptsächlich Frachtschiffe mit geringer oder gar keiner Passagierkapazität; erst ab 1900 wurden auch Passagierschiffe mit sehr großer Frachtkapazität von der Reederei eingesetzt. 1896 wurde die National Line durch die ATL aufgekauft und bis 1914 weiter betrieben.
1900 wurde die Reederei von dem Bankier J. P. Morgan aufgekauft und seinem IMMC-Schifffahrtstrust angeschlossen. Für die ATL änderte sich nicht viel, man hatte allerdings mehr Geld zur Verfügung und konnte verstärkt Neubauten in Auftrag geben. Bis zum Beginn des Ersten Weltkrieges, im Jahr 1914, war die Gesellschaft eine der wichtigsten Frachterlinien auf der Transatlantik-Route. Während des Krieges verlor die Reederei viele ihrer Schiffe und 1915 ging auch noch die IMMC in Konkurs und geriet unter Treuhänderschaft der US-Regierung.
Nach dem Krieg hatte die ATL mit ständigen finanziellen Problemen zu kämpfen. Von der einstigen Größe war nicht viel geblieben, und für umfangreiche Neubauten fehlte das Geld. Bis zur Weltwirtschaftskrise kamen die Reederei mehr schlecht als recht durch. 1931 wurde der Passagierdienst eingestellt und 1936 hörte die Atlantic Transport Line auf zu bestehen.

## Passagierschiffe
| Jahr        | Name             | Tonnage   | Werft                                              | Status/Schicksal                                                |
| 1900        | Minneapolis      | 13443 BRT | Harland & Wolff Ltd., Belfast                      | 1916 im Mittelmeer torpediert und gesunken (12 Tote)            |
| 1900        | Minnehaha        | 13443 BRT | Harland & Wolff Ltd., Belfast                      | 1917 bei Fastnet (Ärmelkanal) torpediert und gesunken (43 Tote) |
| 1902        | Minnetonka (I)   | 13443 BRT | Harland & Wolff Ltd., Belfast                      | 1917 im Mittelmeer torpediert und gesunken (4 Tote)             |
| 1903        | Minnewaska (II)  | 15801 BRT | Harland & Wolff Ltd., Belfast                      | 1915 versenkt (44 Tote)                                         |
| 1917        | Minnekahda       | 17281 BRT | Harland & Wolff Ltd., Belfast                      | 1931 aufgelegt / 1936 Abbruch                                   |
| 1920 (1904) | Minnesota        | 20718 BRT | Eastern Shipbuilding Co., New London (Connecticut) | 1904: Great Northern S.S. Co. / 1920 an ATL / 1923 außer Dienst |
| 1923        | Minnewaska (III) | 21716 BRT | Harland & Wolff Ltd., Belfast                      | 1931 an Red Star Line, 1934 Abbruch                             |
| 1924        | Minnetonka (II)  | 21998 BRT | Harland & Wolff Ltd., Belfast                      | 1935 Abbruch                                                    |

## Frachtschiffe
| Jahr        | Name               | Tonnage  | Werft                                         | Status/Schicksal                                                                        |
| 1881        | Sussex             | 2949 BRT | k. A.                                         | 1888: Michigan (I) / 1889 verkauft                                                      |
| 1881        | Surrey             | 2949 BRT | k. A.                                         | 1886 bei Lizard Point gesunken                                                          |
| 1883        | Swansea            | 2795 BRT | k. A.                                         | 1885 bei den Scilly-Inseln gesunken                                                     |
| 1886        | Maryland (I)       | 3143 BRT | k. A.                                         | 1912 verkauft                                                                           |
| 1887        | Maine (I)          | 3143 BRT | k. A.                                         | Ex Swansea. 1899 im Burenkrieg zum Hospitalschiff umgebaut. 1914 gesunken               |
| 1887        | Montana (I)        | 3143 BRT | k. A.                                         | 1913 verkauft                                                                           |
| 1887        | Minnesota (I)      | 3143 BRT | k. A.                                         | 1917: Mahopac / 1926 außer Dienst                                                       |
| 1889        | Missouri (I)       | 3143 BRT | k. A.                                         | 1899 verkauft                                                                           |
| 1890        | Michigan (II)      | 3732 BRT | Harland & Wolff Ltd., Belfast                 | 1896 an National Line übertragen                                                        |
| 1890        | Mississippi (I)    | 3732 BRT | Harland & Wolff Ltd., Belfast                 | 1896 an National Line übertragen                                                        |
| 1892        | Manitoba (I)       | 5673 BRT | k. A.                                         | 1898 verkauft                                                                           |
| 1892        | Massachusetts (I)  | 5673 BRT | k. A.                                         | 1898 verkauft                                                                           |
| 1897 (1894) | Minnewaska (I)     | 5847 BRT | k. A.                                         | 1894: ex Persia, Hapag / 1897 an ATL / 1898 verkauft                                    |
| 1897 (1891) | Mackinaw           | 3204 BRT | Harland & Wolff Ltd., Belfast                 | 1891: ex British Crowm / 1897 an ATL / 1923 außer Dienst                                |
| 1898 (1898) | Marquette          | 7057 BRT | Alexander Stephen and Sons, Glasgow           | 1898: ex Boadicea, Wilson Line / 1898 an ATL / 1915 torpediert und gesunken (167 Tote)  |
| 1898 (1897) | Mohegan            | 6889 BRT | Earle’s Shipbuilding and Engine Company, Hull | 1897: ex Cleopatra, Wilson Line / 1898 an ATL / 1898 bei Cornwall gesunken (106 Tote)   |
| 1898 (1898) | Menominee          | 6919 BRT | A. Stephen & Sons Ltd., Glasgow               | 1898: ex Alexandria, Wilson Line / 1898 an ATL / 1926 außer Dienst                      |
| 1898 (1898) | Manitou            | 6849 BRT | Furness, Withy & Co. Ltd., Hartlepool         | 1892: ex Victoria, Furnes, Withy & Co. / 1898 an ATL / 1921 Red Star Line               |
| 1898 (1898) | Mesaba (I)         | 6833 BRT | Harland & Wolff Ltd., Belfast                 | 1898: ex Winifreda, Leyland Line / 1898 an ATL / 1918 torpediert und gesunken (20 Tote) |
| 1899 (1885) | Mohawk             | 4212 BRT | Harland & Wolff Ltd., Belfast                 | 1882: ex Belgic, White Star Line / 1899 an ATL / 1903 außer Dienst                      |
| 1903        | Maine (II)         | 7959 BRT | Harland & Wolff Ltd., Belfast                 | 1907: an American Hawaiian Line verkauft, Virginian                                     |
| 1903        | Missouri (II)      | 7959 BRT | Harland & Wolff Ltd., Belfast                 | 1907: an American Hawaiian Line verkauft, Missourian                                    |
| 1903        | Massachusetts (II) | 7959 BRT | Harland & Wolff Ltd., Belfast                 | 1911 an American Hawaiian Line verkauft, Kansan                                         |
| 1907 (1891) | Memphis            | 5302 BRT | k. A.                                         | 1891: ex America, National Line / 1907 an ATL / 1908 außer Dienst                       |
| 1907 (1891) | Mobile             | 5302 BRT | k. A.                                         | 1891: ex Europe, National Line / 1907 an ATL / 1911 verkauft                            |
| 1913 (1905) | Maine (III)        | 3617 BRT | k. A.                                         | 1905: ex Sierra Blanca / 1913 an ATL / 1917 torpediert und gesunken                     |
| 1913        | Maryland (II)      | 4738 BRT | k. A.                                         | 1936 außer Dienst                                                                       |
| 1914        | Missouri (III)     | 4738 BRT | k. A.                                         | 1936 außer Dienst                                                                       |
| 1914        | Mississippi (III)  | 4738 BRT | k. A.                                         | 1936 außer Dienst                                                                       |
| 1914 (1898) | Manhattan          | 8004 BRT | k. A.                                         | 1898: National Line / 1914 an ATL / 1927 außer Dienst                                   |
| 1914 (1897) | Michigan (III)     | 8001 BRT | Harland & Wolff Ltd., Belfast                 | 1897: ex Irishman, Dominion Line / 1914 an ATL / 1926 außer Dienst                      |
| 1918        | Mesaba (II)        | 8002 BRT | k. A.                                         | 1925 verkauft                                                                           |
| 1919        | Maine (IV)         | 8002 BRT | k. A.                                         | 1936 außer Dienst                                                                       |
| 1919        | Montana (II)       | 7772 BRT | k. A.                                         | 1935 außer Dienst                                                                       |
| 1919        | Montauk            | 7772 BRT | k. A.                                         | 1935 außer Dienst                                                                       |